# خليل أحمد خليل
خليل أحمد خليل هو عالم اجتماع ومفكر وباحث ومترجم وموسوعي وأكاديمي من فلسطين. ولد في العام 1942 في مدينة صور (جنوب لبنان). له عشرات المؤلفات في علم الاجتماع الديني والسياسي والثقافي والفلسفي، فضلاً عن عشرات الترجمات عن اللغة الفرنسية، ومنها «موسوعة لالاند الفلسفية» و«معجم المصطلحات الفلسفية». يعدّ من أبرز المفكرين العرب في القرن العشرين عمومًا و«الحزب التقدمي الاشتراكي» خصوصًا، إذ انتسب إليه في العام 1967، ثم اعتزل العمل السياسي التنظيمي بعد اغتيال رئيس الحزب كمال جنبلاط. كُرّم غير مرة، تقديرًا لما نشره من مؤلفات وترجمات أغنت المكتبة العربية، ولعمله الأكاديمي في الجامعة اللبنانية.

## بدايات
ولد خليل أحمد خليل في 12 تشرين الثاني (نوفمبر) 1942، في مدينة صور، مات اثنان من اخوته، ما سبب صدمة نفسية لوالدته. عاش مرحلته الأولى في هذه المدينة، ثم انتقل للعيش في القرية، مع جدته سعدى الشامية في بلدة قانا (جنوب لبنان)، أما في المرحلة الثالثة فترعرع في كنف عمته ميلاء.
درس في مدرسة الإنكليز في صور، وهي من أقدم الإرساليّات في المدينة. ثمّ تلقى تعليمًا قرآنيًّا في كنف عمّه الشيخ محمّد علي الصايغ، ودرس قواعد النحو الآجرّوميّة؛ فتعلّم الفصاحة واللفظ العربيّ المتين. ثمّ دخل مدرسة حناواي الرسميّة، وتعلّم فيها اللغة الفرنسيّة في الصفّين الأول والثاني من المرحلة الابتدائيّة. عاد إلى والديه في صور وعمره عشر سنوات، وتسجّل في المدرسة الجعفريّة. وهناك أكمل الشهادة الرسميّة، ثم عاش فترة من سنوات مراهقته في مدرسة داخليّة في بلدة بحمدون (المعهد العربيّ)، هناك درس صفي الأول الثانويّ والثاني الثانويّ في عام دراسيّ واحد. ثم عاد إلى صور قبل انتهاء العام الدراسيَّ. وكان الوحيدَ الذي نجح في امتحانات البكالوريا؛ القسم الأول آنذاك. واستمر في تلقي العلم، فدرس الفلسفة في مدينة صيدا. وعن تلك الفترة، يقول خليل في حوار معه: «وعلى الطريق ذهاباً وإياباً قرأت 75 كتاباً».

ويضيف خليل: 
"كشأن كلّ العامليّين، جئنا من قاع الفقر. الأمر الذي أعطانا نوعاً من الصلابة والقوّة والفصاحة، والاعتماد على النفس، كانت حياتنا مقاومة وكدحاً. كما أنّنا عشنا في بيئة منفتحة على جوارها. وقد عشنا النكبة، والهجرة الفلسطينيّة. وكنّا شعبًا واحدًا بقضيّتين متشابهتين"... «هكذا أمضيت مراهقتي».
واكب في طفولته في قرى جبل عامل، نكبة فلسطين وعذابات الشعب الفلسطيني في الشتات، فوعى العمل السياسي والوطني، وتحديدًا من خلال المدرسة الجعفريّة التي كانت تحتضن أحزابًا متعدّدة، وحركات سياسيّة منها: حركة البعث والقوميّ السوريّ والقوميّين العرب والشيوعيّين. فكلّ هذه الأحزاب، كانت موجودة في مدارس مدينة صور.

### أول خطاب سياسي
لم يبلغ عمر خليل 14 سنة، حتى كان يلقي أوّل خطاب سياسيّ كتبه في العام 1956 بمناسبة الثورة الجزائرية وذكرى وعد بلفلور. وذلك بعد أن أذن له ناظر المدرسة الجعفريّة بإلقاء الكلمة، فطلب من الصفوف أن تنتظم في الملعب. أما أوّل كتاب سياسي قرأه، فكان في السنة نفسها، وكان لـ نهرو: لمحات من تاريخ العالم. وكتاب آخر لصبحي محمصاني: الأوضاع التشريعيّة في البلاد العربيّة.

## مرحلة فرنسا
توجه خليل إلى فرنسا لاستكمال دراساته الجامعية العليا في العام 1962؛ فتسجل في جامعة ليون، كلية الآداب والعلوم الإنسانية، ونال إجازة في الآداب والعلوم الإنسانية في العام 1966. ثم سجَّل موضوعًا لأطروحة الدكتوراه في علم الإسلام (Islamologie) بإشراف المستشرق روجيه آرنالديز (Roger Arnaldez - 2006 - 1911)، تحت عنوان: «التعليم الديني الإسلامي في لبنان ودوره التربوي والاجتماعي والسياسي»، ونال شهادة الدكتوراه في العام 1968. وحاز العام 1984 دكتوراه ثانية في الفلسفة من جامعة باريس (8) بإشراف فرانسوا شاتليه (François Châtelet -1925- 1985)، تحت عنوان: «كمال جنبلاط: خطاب العقل التوحيدي».
في فرنسا، اكتشف خليل المرحلة السارتريّة، إذ بقي "مخدوعًا بها وبالوجوديّة"، إلى أن قرأ كتاب سارتر: «تأمّلات في المسألة اليهوديّة» (1948). كان الكتاب بمثابة إعلان تأييد لإسرائيل. فشعر خليل بالغَبن؛ وتساءل: كيف نحن العرب نترجمُ له ! وتفاجأ في الازدواجيّة: كيف سارتر مع ثورةِ الجزائر وحقوقِ الشعوب من جهة، ويؤيدُ استعمارَ فلسطين من جهةٍ أخرى؟ تأمّل جيّدًا في الكتاب فوجده ردًّا على كتاب ماركس: المسألة اليهوديّة (1940). عندئذ أصدر خليل كتابًا تحت عنوان: السارتريّة وتهافت السياسة والأخلاق".
بعد هذه المرحلة الباريسية، حيث حاز خليل أكثر من شهادة دكتوراه، دخل في مرحلة كتابة الأبحاث في السوسيولوجيا، وبدأ بجمع الوقائع والحوادث، ومواصلة العمل على تأليف الكتب الفكرية والثقافية والاجتماعية والسياسية، والترجمات... كذلك مساهماته في الكتابة، وتأسيس، إلى جانب مفكرين لبنانيين، غير مجلة ودورية ثقافية.

## مرحلة كمال جنبلاط
أدرك خليل بعد نشوب الثورة الطّلابيّة في فرنسا في العام 1968، أنّ العمل السياسيّ الفرديّ «ليس له معنى. فإذا أردتَ أن تعمل في السياسة، فعليك أن تنتمي إلى حزب. إذا لم يكن ثَمّةَ حزب، فلتؤسِّس حزبًا لك». تلك المرحلة كانت مرحلة كمال جنبلاط، من مؤسسي الحزب التقدمي الاشتراكي في لبنان، وقد تعرّف خليل إليه، وجمعته حوارات ونقاشات مدّة ستة أشهر، انتسب على إثرها إلى الحزب.
وقد وصف خليل جنبلاط بأنه صاحب «عقل كبير أصرّ على مخاطبة العقول كافة، وتراثه هو تأكيد على هذا الإصرار».
عندما استشهد جنبلاط، اعتزل خليل العمل السياسي التنظيمي، وتفرّغ للعمل الأكاديميّ، والتأليف والترجمات.

## نشاطه الثقافي والفكري
بدأ البرفسور خليل أحمد خليل نشاطه الثقافي في الأساس، شاعرًا في العام 1963 وبرعاية الشاعر السوري - اللبناني أدونيس، وقد نشر أدونيس آنذاك، كتاب الصوت الآخر، وهو كتاب مؤسس للحداثة الشعرية، فتناول ديوان خليل «الأبواب»، وتُرجمت قصيدة من هذا الكتاب، وهي تحت عنوان «خروج». كذلك نشر خليل، أربعة أعمال شعرية: يوميات فلاح في الغابة الحمراء، ومزامير الثورة الفقيرة، وبئر السلاسل، ونور على جدار الموت. ونشر في المجلات والجرائد قصائد عدة، والقصيدة الأخيرة التي نشرها كانت في مجلة الآداب أيام الأديب الراحل سهيل إدريس اسمها: رواية الرواية. وقد جُمعت قصائده في مجلدين.
لكن شهرة خليل لم تكن في الشعر، بل في كونه يُعدّ من بين أبرز علماء الاجتماع في العالم العربي، تدريسًا وتأليفًا وترجمةً، ولا سيما في مجال علم الاجتماع السياسي. بدأ منذ ستينيات القرن العشرين رحلته مع الكتابة، شعرًا وأدبًا وفكرًا، وانتقل تدريجيًّا إلى الدراسات المتخصصة، وعمله اللاحق على المعاجم والموسوعات والترجمات، لعل أشهرها ترجمة «موسوعة لالاند الفلسفية» التي نشرت في دار عويدات (لبنان، 1991)، آنذاك وحين علم الشاعر اللبناني سعيد عقل (1911- 2014) بصدورها قال لصاحب الدار أحمد عويدات: «عرفني على من نقل العقل الأوربي إلى العالم العربي».
بعد تقاعد خليل من معهد العلوم الاجتماعية في الجامعة اللبنانية في العام 2006، تابع رحلته في الكتابة، علمًا أن مخطوطاته «المؤلفات والترجمات» تصل إلى نحو 140عملًا من ضمنها عدد من الروايات نذكر منها: علي والوردة: فندق الغرباء الكبير، وطاووس العرش، ودفاتر مجانين.
وضع خليل دراسات في الشعر الشعبي اللبناني، وأبحاثاً حول الحرب اللبنانية وأخرى في موضوعات دينية وسوسيولوجية، كما وضع مؤلفات في القصة، وربما أبرز أعماله تجلّت في تأليف معاجم في المصطلحات السياسية والفلسفية والدينية واللغوية والأسطورية والنفسية - الاجتماعية والاقتصادية وفي مصطلحات الكومبيوتر. وضع كذلك معجماً في العلوم الإنسانية باللغتين العربية والفرنسية، وآخر في المفاهيم الاجتماعية باللغات الثلاث الفرنسية والإنكليزية والعربية، كما له أيضاً موسوعة في أعلام العرب المبدعين.
ليس لدى خليل كتاب مفضل واحد قرأه إلّا القرآن الكريم، و«ما زلت أقرأه» كما يقول. وهو الذي قرأ نحو 1500 كتاب، حيث يعمد إلى الكتاب فيتصفحه، يقرأه قراءة صحفيّة إذا لم يجذبه، و«إذا كان من الروائع»، يقرأه مرّة ومرّتين وأحيانًا أكثر. ويقول: «أقرأ خمسين صفحة في الساعة».

أبرز انجازات خليل، إضافة إلى مؤلفاته الشعرية وفي العلوم الاجتماعية والسياسية والفلسفية، ومحاولاته في الرسم، وكتاباته الصحفية، ترجمة موسوعة لالاند الفلسفية؛ فمن خلال هذه الموسوعة حاول نقل العقل الأوروبي والعقل العالميّ إلى اللغة العربيّة، فكان هذا العمل، جُهدًا شخصيًّا، مكث فيه نحو أربع سنوات بمساعدة صاحب دار عويدات «أحمد عويدات»، الذي موّل المشروع بعد أن رهن شقّته بمئة مليون ليرة. لكن يعرب خليل في حوار معه عن أسفه، إذ يقول:
«إنّ العرب لم يجهزوا بعد. لكنّي على يقين أن ما نقوم به الآن سيؤتي ثماره بعد حوالَى خمسين سنة أو مئة سنة تقريبًا. لأنّ هذه البلاد سوف تحترق، هذا العفن كله سوف يزول».
لدى خليل اهتمام بالنظريات الفيزيائية أيضًا، التي لها علاقة بالكيفية التي فسر فيها كبار الفيزيائيين الكون. وقد اتضح ذلك في كتاباته الأخيرة، ولا سيما: «عقل العلم وعقل الوهم»، إضافة إلى مقالات أخرى، وترجمة كتاب الأخوين بوغدانوف (La Pensée de Dieu): «حكمة الله» الذي لم يُنشر إلى الآن. كذلك عمل على مشروع تحت عنوان: الموسوعة القرآنية بين عامي 1956 و2000، وقد تضمنت هذه الموسوعة/ المخطوطة ثلاثة أجزاء: معجم الخليل لدلالات ألفاظ القرآن الكريم، والحكمة القرآنية، ومستقبل الإسلام والمسلمين في القرن الحادي والعشرين. لكن هذا العمل الموسوعي، لم ير النور حتى الآن.

### بين العقل الفيزيائي والعقل الأسطوري
يقول خليل أحمد خليل في حوار معه، إن:
«العقل الفيزيائي هو الذي يرى الأشياء مباشرة ويختبرها، والعقل الأسطوري أو التوهيمي هو الذي يتخيل الأشياء، وهنا لا بد من التمييز بين الخائلة والعاقلة. وفي كتابي «عقل العلم وعقل الوهم» وضعت خريطة لجسدنا البشري، فالجسد كله عقول، وهذه العقول ليست دماغًا فقط، فالجسم البشري مؤلف من 100 تريليون خلية لكل خلية عقل وهي تعمل بذاتها ومع غيرها، وما مرض السرطان سوى اختلال عمل الخلايا، فتدخل في حرب داخلية بدل أن تتعاون كما هو واجبها التكويني. الخلية معمولة لكي تتكاثر وهنا يقول القرآن الكريم: {أَلْهَاكُمُ التَّكَاثُرُ حَتَّىٰ زُرْتُمُ الْمَقَابِرَ}، هنا المقصود بالتكاثر ليس فقط التكاثر البشري إنما أيضًا التكاثر الذري، فنحن ذرات، والكوكب الأرضي ذرة في المنظومة الكونية التي تتألف من 120 مليار مجرة: {أَفَلَا تَعْقِلُونَ}. سؤالي هنا: لماذا أفاد الغربيون خصوصًا الأوربيون ثم الأميركيون ومن حذا حذوهم من الفيزياء اليونانية والعقلانية اليونانية، ولم يفد منها العرب مع أنهم عرفوا تلك العلوم مبكّرًا، علمًا أن ثمة تحريضًا علميًّا فيزيائيًّا في القرآن، دون أن أذهب في الاتجاه الذي ذهب فيه الدكتور يوسف مروة صاحب كتاب «العلوم الطبيعية في القرآن الكريم». إن القرآن هو دعوة لاستعمال العقل بدراية وبروية وتأمل ونقد ولكن عندما يكثر الجهلاء يقل العلماء».
ويخلص خليل للقول في هذا الحوار:
«في تقديري، أنه بعد العام 2060 ستبدأ الأجيال العربية بالتعلم من تجارب التاريخ المؤلمة، بعد أن تكون الغابات قد احترقت والبذور نمت في الأرض العربية والإسلامية وليأتي فجر جديد، وكل ذلك مرتبط بتفجر نور العقل والعلم في هذه الأراضي المحترقة، وإذا لم يحدث هذا الانفجار فلن تشهد للعرب قيامة».

## أبرز مؤلفاته
لخليل أحمد خليل نحو 65 مؤلفًا باللغة العربية، ونحو 70 كتابًا معرّبًا. ويمكن القول إنه أنجز مجموعة كتب تأسيسيّة، منها:
- مضمون الأسطورة في الفكر العربيّ - 1973 [20][21][22].[23]
- نحو سوسيولوجيا للثقافة الشعبية - 1979.[24][25][26][27]
- الجبهة الوطنية والعمل الشعبي - بالتعاون مع فرحان صالح - دار القدس 1979 [28]
- أصول الإسماعيلية والفاطمية والقرمطية / برنارد لويس - راجعه وقدم له: خليل أحمد خليل - (دار الحداثة - 1980)[29]

- مستقبل الفلسفة العربية - 1981 [30]
- جدلية الزمن / غاستون باشلار - ترجمة: خليل أحمد خليل - 1981
- العرب والديمقراطية: بحث في سياسة المستقبل (192 صفحة)، و«العرب والقيادة: بحث اجتماعي في معنى السلطة ودور القائد» (عمل تأسيسي في علم الاجتماع السياسي) (288 صفحة) - 1984.[31][32]
- المفاهيم الأساسية في علم الاجتماع - (دار الحداثة - 1984)
- كمال جنبلاط: ثورة الأمير الحديث - 1984 [33][34]
- المرأة العربيّة وقضايا التغيير - 1985 [35][36][37]
- العقل في الإسلام - 1993 (وصدر منه عدة طبعات) وهو في الأساس، بحث علمي قدم في الجامعة اللبنانية [38][39][40][41]
- جدلية القرآن - 1994 [42]
- معجم المصطلحات الفلسفية: عربي- فرنسي- إنكليزي - 1995 [43]
- سلسلة المفكر العربي: سوسيولوجيا الجنون السياسي والثقافي؛ مساهمة في نقد الحوار الديني بين الإسلام والمسيحية - 1997 [44]
- معجم المصطلحات الأسطورية - 1997 [45]
- نقد العقل السحري: قراءة في تراث الثقافة الشعبية العربية - 1998 [46]
- سلسلة المعاجم العلمية: معجم المصطلحات السياسية والدبلوماسية، عربي- فرنسي- إنكليزي - 1999 [47]
- موسوعة أعلام العرب المبدعين في القرن العشرين - 2001 [48][49]
- نقد التضليل العقل: شيعة لبنان والعالم العربي هل هم آخرون في النصف الأخير من القرن العشرين؟ - 2001 [50]
- موسوعة لالاند الفلسفية (3 أجزاء) - 2001 [4]
- التوريث السياسي في الأنظمة الجمهورية العربية المعاصرة - 2003 [51]
- ملحق موسوعة السياسة - 2003 (739 صفحة) [52]
- سوسيولوجيا الجمهور الديني السياسي في الشرق الأوسط المعاصر - 2005 [53][54]
- الاغتيال - حرب الظلال والعنف المقدس - 2011 [55]
- لماذا يخاف العرب الحداثة؟ بحث في البدوقراطية - 2011 [56]
- جدليات السلطة والفتوى: عشية ثورات الربيع العربي - 2014 [57]
- عقل العلم وعقل الوهم - 2015 [58]

## قيل فيه
كتبت عدة دراسات وأبحاث أكاديمية عن مؤلفات البرفسور خليل أحمد خليل، وتعدّ كتبه من المراجع الأساسية في دراسة علم الاجتماع في العالم العربي. كذلك كرّم من غير جهة ثقافية وفكرية، وقيل فيه الكثير، من ذلك:

الكاتب والإعلامي فؤاد مطر: 
للدكتور خليل أحمد خليل الذي بما يكتب في الفكر والدين والتاريخ وعلم الاجتماع، يبدو كمن يحمل في كل يد شمعة ونفسه مطمئنة إلى أن العتمة إلى زوال والمعتمين إلى انقراض... حتى إذا لم يفارقوا الحياة.
عميد كلية الآداب في جامعة الكويت سابقًا الراحل د. خلدون النقيب: 
إن خليل أحمد خليل (في كتابه العرب والقيادة) أول من قدم تفسيرًا علميًّا للنظام السياسي العربي.
رئيس الجامعة اللبنانية السابق د. عدنان السيد حسين:
خليل أحمد خليل، ابن صور أو جبل لبنان، بل ابن لبنان. تجاوز في عطاءاته ونضالاته الدائرة الوطنية إلى الدائرة العربية، وإلى العالم الأوسع حيث فلسفة علم الاجتماع تشدّه إلى البحث والتأليف والتعليم الجامعي وعلى مدى أيامه وسنيَّ عمره. هو فرنكوفوني بامتياز من خلال أطروحتين للدكتوراه في التعليم الديني والفلسفة ومنهما اتجه إلى علم الاجتماع باحثاً ومتفرغاً في جامعتنا خلال 28 سنة من العطاء كاتباً في الشعر والرواية والفلسفة والسياسة والاجتماع، فأصدر الكتب والمعاجم فضلاً عن الموسوعات والترجمات، وما يزال يكتب ويعصف فكراً إلى اليوم حيث بحث في التغطية الإيديولوجية للثورات العربية التي اعتبرها بحق ثورات قلقة، لم يُجبر القيِّمين على الجامعة بإلزامه بقانون التفرغ، لقد بقي متفرغاً بوعيه وإرادته الحرة وهو يواكب تطور معهد العلوم الاجتماعية، فترك إرثاً ثقافياً وطلبة مريدين يتابعون المسار الطويل. شغوف بالمعرفة، منفتح على الثقافة، ملتزم بالوطنية بحسٍ إنساني رفيع. هو يحترم قناعاته ولا يُبدّلها كل صباح بحثاً عن منفعةٍ من هنا أو هناك، وهذا دأب العلماء الذي ارتضوا الالتزام بشرف العلم. هو قيادي في الحزب التقدمي الاشتراكي، مناضل ومفكر معاً. وحسبك أن تدرك مدى احترامه لقناعاته كي تحترم ما يعتقد حتى ولو اختلفت معه في الفكر والسياسة. ... خليل سطّر بخط يده سيرة رفيعة بعيداً من الإستزلام، شأنه شأن كبار العلماء في جامعتنا التي ظلَّت فتيّة وستبقى فتيّة بجهود الطلائع الجديدة من الأساتذة الجامعيين، وكثيرون بينهم من تلامذته وتلامذة أعلام جيله.
نعوم خليفة - الحركة الثقافية - انطلياس:
الدكتور خليل أحمد خليل هو مجموعة شخصيات في شخص واحد؛ هو متعدد المواهب واسع الاطلاع، تجلّت مواهبه وكفاءاته في البحث والـتأليف والترجمة والتعليم والاشراف. أودّ التوقف عند أحد أوجه نشاطه المتمثل بالترجمة. ومن لا يعرف الترجمة يجهل ما تستلزمه من جهد فكري (...) لكن ترجمات علمنا المكرم جاءت دقيقة تنقل بصدق وأمانة مضامين الكتب التي ترجمها، حتى إنك لا تميز انها ترجمات بل تبدو متماسكة الأفكار على وقع تركيب لغوي ومبنوي سليم وأسلوب واضح، مما يدل على مدى اداركه لعمق معانيها ومقدرته الفذّة على نقل تلك المعاني بأسلوب شيّق ورشيق. أما ما قام به خليل في شتى المجالات التي خاض غمارها سواء في التعليم الجامعي، والاشراف على الاطروحات، بالإضافة إلى التأليف والترجمة، فخير دليل على طول باعه وعمق فكره وسعة ثقافته وشمول معرفته ومدى قدرته على إيصال ما يختزنه إلى طلابه ومريديه، فاستحق هذا التكريم كعلم من اعلام الثقافة في لبنان. فهنيئاً له هذا التكريم وهنيئاً للجامعة اللبنانية وللبنان وللحركة الثقافية – انطلياس التي بتكريمه انما تكرّم الثقافة وتضيء على دور المثقفين في بناء الوطن وإعلاء شأنه.
د. وليد صافي (قيادي في الحزب التقدمي الاشتراكي في لبنان):
خليل أحمد خليل «نخبة ملتزمة؛ حافظت بكل أمانة على القيم الأكاديمية والأخلاقية، وعممت المعارف العلمية والموضوعية وبشرت بالفكر المدني. هذه الكوكبة الرائدة، كان لها الفضل الأول في صعود الجامعة اللبنانية وتألقها، وفي مواجهة سياسات السلطة التي حاولت آنذاك محاصرة الدور الوطني والأكاديمي الذي أخذت تلعبه الجامعة، لاسيما في المرحلة التي سبقت اندلاع الحرب الأهلية. هذه النخبة، واجهت النظام الطائفي وأربابه ، فكرياً وسياسياً وانحازت بكل جرأة وقناعة إلى مشروع كمال جنبلاط الذي كان يهدف إلى قيام دولة عصرية على أساس المواطنة والمساواة والكفاءة».
وأضاف:
«يفتخر الحزب التقدمي الاشتراكي بكم، كمناضل ومفكر سياسي أغنى الفكر التقدمي مثلما أغنى المكتبة العربية بكتبه وأبحاثه وترجماته، كما يفتخر، بمسيرتكم الأكاديمية النوعية».

## وصلات خارجية
- خليل أحمد خليل على موقع أرشيف الشارخ.
- 20/3/2015 - الجامعة اللبنانية تكرم الدكتور خليل أحمد خليل
- تكريم الدكتور خليل أحمد خليل - الحركة الثقافية - انطلياس
- حوار مع البروفيسور خليل احمد خليل
- بنية العقل في الإسلام
- خليل أحمد خليل: غياب العقل حوّل الدين إلى معتقد إدهاشي - مفكر عربي يقول إن اللغة العربية افترست اللغات الأخرى ونسيت تطوير نفسها
- الجمهور السياسي الديني في الشرق الأوسط